# Sameba (Baja Iberia)
Sameba (en georgiano: სამება; en griego: Μπεστασένι) es un pueblo de Georgia ubicado en el noroeste de la región de Baja Iberia, siendo parte del municipio de Tsalka. 

## Toponimia
Hasta 2010 el pueblo se conocía como Gunia-Kala (en georgiano: გუნიაკალა; en griego: Γκουνιά-Καλά).

## Geografía
Sameba se encuentra a 8 km de Tsalka.

## Historia
El pueblo fue fundado en 1830 por griegos pónticos del pueblo del mismo nombre en valiato de Trebisonda del Imperio otomano. El nombre del pueblo proviene de un castillo medieval (Κάστρον) establecido por colonos griegos en la zona.
A fines de los años 30 del siglo XX, había ancianos que hablaban el dialecto póntico del idioma griego. Sin embargo, después de la Segunda Guerra Mundial en el pueblo, algunos conservaron el idioma, el resto cambió al dialecto de Anatolia del idioma turco y al ruso.
En el momento del colapso de la URSS, había alrededor de 700 edificios residenciales en Gunia-Kala, en los que vivían más de 2000 personas.

## Demografía
La evolución demográfica de Sameba entre 2002 y 2014 fue la siguiente:
| 236                                             | 693 |
| (Fuente: Population of Georgia in Soviet times) |     |

Según el censo de 2014, la composición étnica se compone principalmente de georgianos (91%) y griegos (6%). En 2002, el 72% de los 236 habitantes eran griegos y el 18%, georgianos.